# Pla d’Adet
Koordinaten: 42° 48′ 47″ N, 0° 17′ 48″ O
Pla d’Adet ist eine Wintersportstation in den französischen Pyrenäen. Sie liegt im Département Hautes-Pyrénées in der Gemeinde Saint-Lary-Soulan auf einer Höhe von rund 1600 Metern.

## Auffahrt

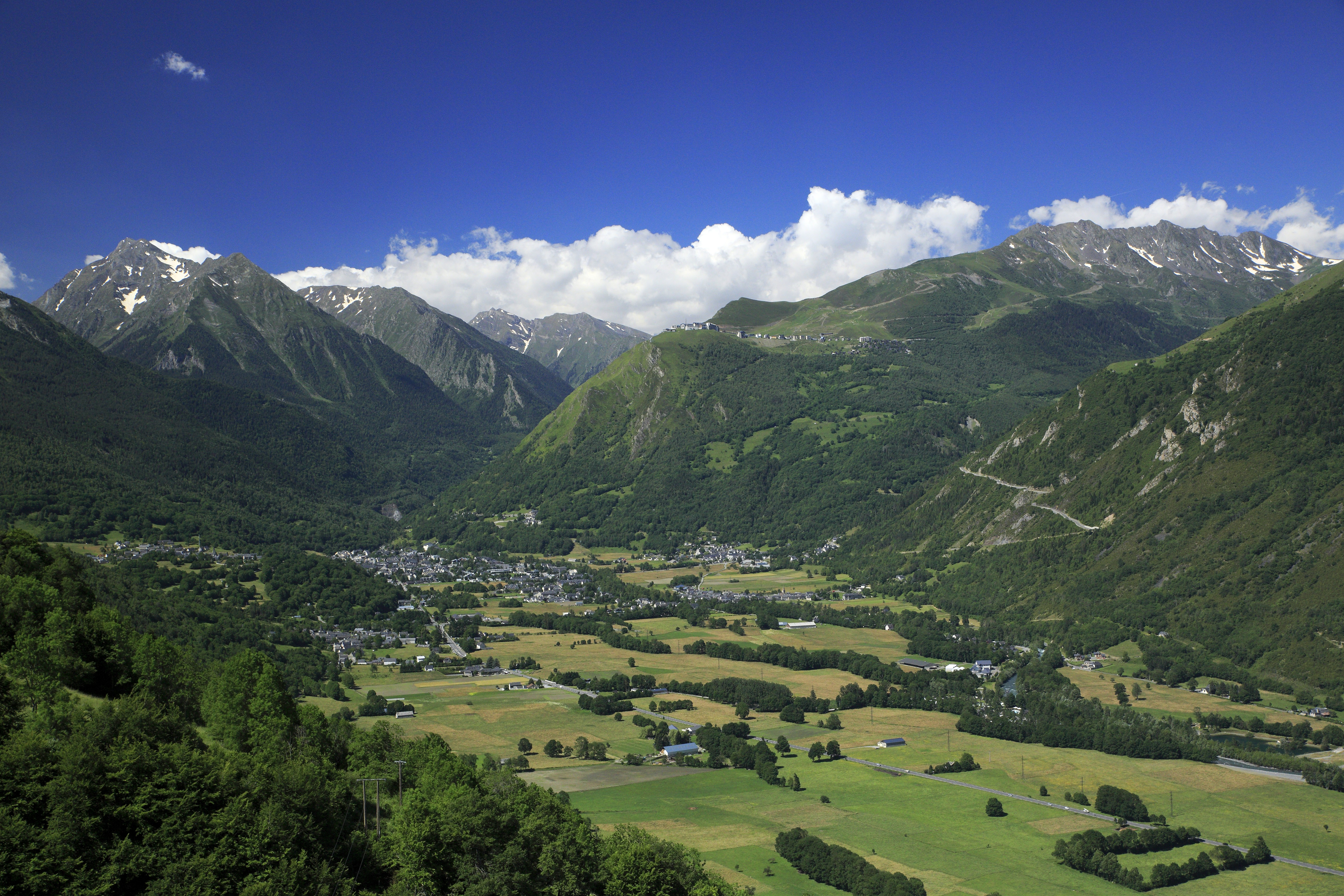
Pla d’Adet oberhalb von Saint-Lary-Soulan

Mit der D123 führt eine gut ausgebaute Straße auf das Pla d’Adet, die auf einer Länge von 10,2 Kilometern eine durchschnittliche Steigung von 8,3 % aufweist. Die Auffahrt beginnt in Vignec, der Nachbargemeinde von Saint-Lary-Soulan. Auf den ersten sieben Kilometern liegen die Steigungsprozente knapp unterhalb von 10 %, wobei auch zweistellige Kilometerschnitte erreicht werden. Nachdem die Ortschaft Soulan durchfahren wurde, wird der Ruisseau d'Espiaube nach rund sieben Kilometern in einer langgezogenen Linkskurve überquert. Hier fällt die Steigung erstmals ab und die Straße verläuft kurzzeitig leicht abschüssig, ehe man einen Abzweiger erreicht, der auf den Col de Portet (2215 m) führt. Die letzten zweieinhalb Kilometer führen bei rund 6,5 % zum Wintersportort.
Die D123 beinhaltet nur wenige Kurven und führt großteils auf geradem Weg bergauf. Nur auf den ersten Kilometern werden drei Kehren durchfahren. Während sich der untere Teil entlang des Berges in offenem Terrain bergauf schlängelt, führt der obere Teil durch dicht bewaldetes Gebiet.

## Wintersport

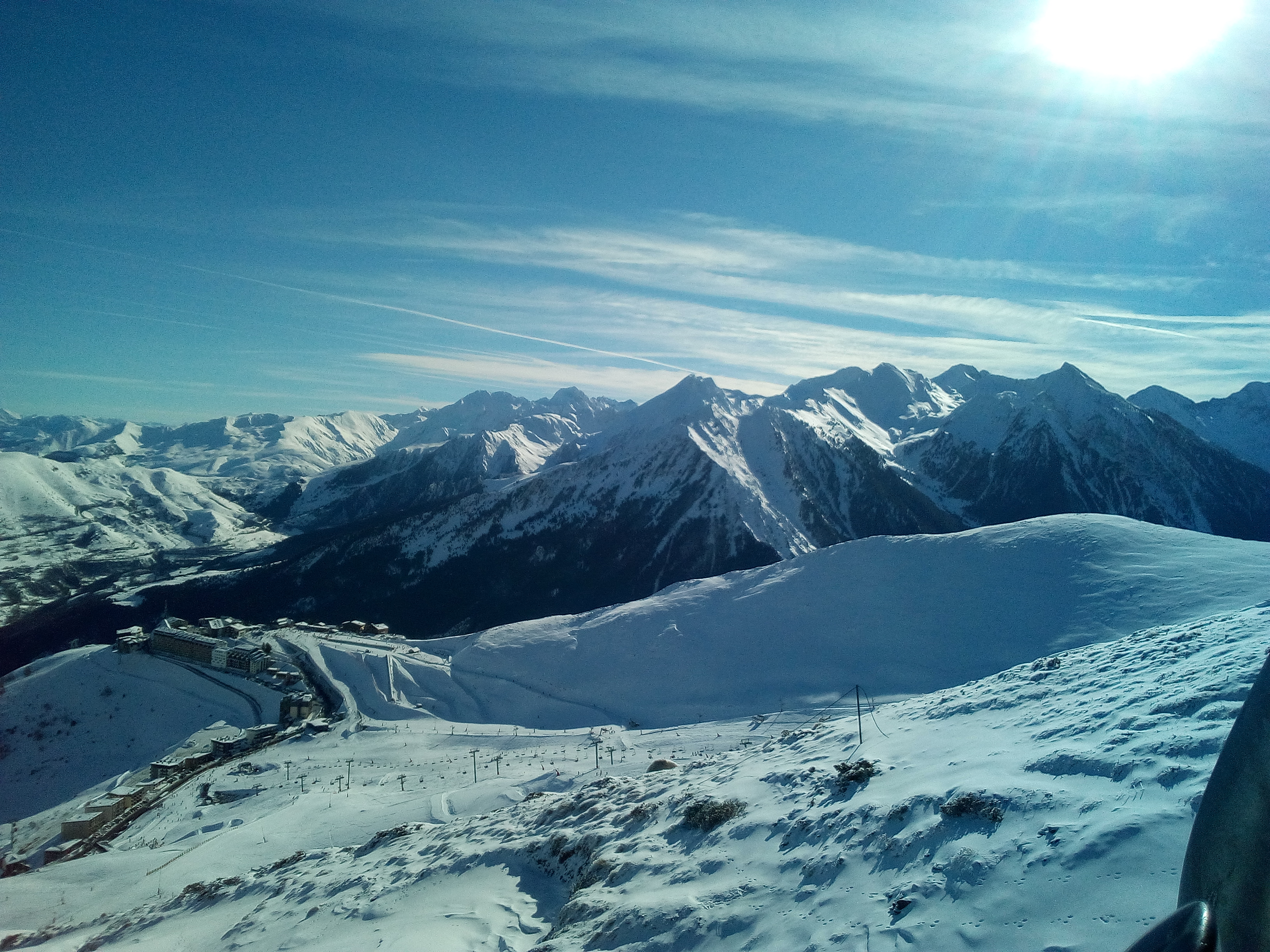
Blick vom Skilift

Pla d’Adet ist ein Teil des Skigebiets von Saint-Lary-Soulan, das ein Gebiet von 700 ha umfasst. Vom Talort führen zwei Gondeln zum Pla d’Adet, von wo aus mehrere Skilifte auf den Soum de Matte (2377 m) führen.

## Radsport
Im Jahr 1974 fand auf der 16. Etappe erstmals eine Bergankunft der Tour de France auf dem Pla d’Adet statt. Den Etappensieg sicherte sich damals der Franzose Raymond Poulidor, der zugleich seinen letzten Tageserfolg bei der Frankreich-Rundfahrt feierte. Zuvor hatte die 209 Kilometer lange Strecke vom spanischen La Seu d’Urgell über den Port del Cantó, Port de la Bonaigua, Col du Portillon und Col de Peyresourde geführt. Der Schlussanstieg zum Pla d’Adet galt als Bergwertung der 1. Kategorie.
In den nachfolgenden Jahren schien der Schlussanstieg öfters im Programm der Tour de France auf. Nach Joop Zoetemelk im Jahr 1975 triumphierte 1976 Lucien Van Impe, der sich rund 70 Kilometer vor dem Ziel im Anstieg des Col du Portillon vom Hauptfeld lösen konnte und die Etappe mit einem Vorsprung von drei Minuten gewann. Mit dem Husarenritt übernahm der Belgier das Gelbe Trikot und fuhr schlussendlich als Gesamtsieger in Paris ein. Im Jahr 1978 setzte sich der Franzose Mariano Martínez vor seinem Landsmann Bernard Hinault durch. Nach der Einführung der Hors Catégorie wurde der Schlussanstieg zum Pla d’Adet bei der Tour de France 1981 der neugeschaffenen höchsten Kategorie zugeordnet. Lucien Van Impe gewann die Bergankunft zum zweiten Mal, während der Australier Phil Anderson mit Platz drei als erster Nichteuropäer das Gelbe Trikot übernahm. Im Jahr darauf feierte der Schweizer Beat Breu auf dem Pla d’Adet seinen ersten Tour-de-France-Etappensieg, ehe er wenige Tage später auch in Alpe d’Huez erfolgreich war.
Mit neuen Bergankünften in den Pyrenäen, wie jener von Luz Ardiden, schien Pla d’Adet in den 1990er-Jahren nur einmal im Programm der Tour de France auf. Zudem wurde der Schlussanstieg bei seiner einzigen Befahrung im Jahr 1993 als Bergwertung der 1. Kategorie klassifiziert. In jenem Jahr setzte sich der Pole Zenon Jaskuła vor Tony Rominger und Miguel Indurain durch, der damals das Gelbe Trikot trug. In den Jahren 2001 und 2005 gewannen mit Lance Armstrong und George Hincapie zwei US-Amerikaner, wobei beiden der Sieg aufgrund von Doping-Vergehen aberkannt wurde. Im Jahr 2001 übernahm Lance Armstrong mit seinem Etappensieg das Gelbe Trikot, nachdem er gemeinsam mit den anderen Gesamtklassement-Fahrern nach der ersten Woche einen Rückstand von mehr als einer halben Stunde aufgewiesen hatte, da sich auf der 8. Etappe eine Fluchtgruppe mit großem Vorsprung durchgesetzt hatte.
Seit den 2000er-Jahren gilt der Anstieg zum Pla d’Adet wieder als Bergwertung der HC-Kategorie. Bei der Tour de France 2014 erfolgte eine Befahrung auf der 17. Etappe, die der Pole Rafał Majka gewann, der im gepunkteten Trikot des Führenden in der Bergwertung als Solist im Ziel ankam. In den Jahren 2018 und 2021 nutzte die Organisation die Auffahrt zum Col de Portet, der die ersten sieben anspruchsvollen Kilometer der Auffahrt zum Pla d'Adet beinhaltet.
Im Jahr 2024 fand auf der 14. Etappe erneut eine Bergankunft auf dem Pla d’Adet statt. Zuvor wurden mit dem Col du Tourmalet und Hourquette d’Ancizan zwei Pyrenäen-Pässe überquert.
| Jahr | Etappe     | Etappensieger    | Bergwertung  |
| ---- | ---------- | ---------------- | ------------ |
| 1974 | 16. Etappe | Raymond Poulidor | 1. Kategorie |
| 1975 | 11. Etappe | Joop Zoetemelk   | 1. Kategorie |
| 1976 | 14. Etappe | Lucien Van Impe  | 1. Kategorie |
| 1978 | 11. Etappe | Mariano Martínez | 1. Kategorie |
| 1981 | 6. Etappe  | Lucien Van Impe  | HC-Kategorie |
| 1982 | 13. Etappe | Beat Breu        | HC-Kategorie |
| 1993 | 16. Etappe | Zenon Jaskula    | 1. Kategorie |
| 2001 | 13. Etappe | Lance Armstrong  | HC-Kategorie |
| 2005 | 15. Etappe | George Hincapie  | HC-Kategorie |
| 2014 | 17. Etappe | Rafał Majka      | HC-Kategorie |
| 2024 | 14. Etappe | Tadej Pogačar    | HC-Kategorie |